# Genshagen

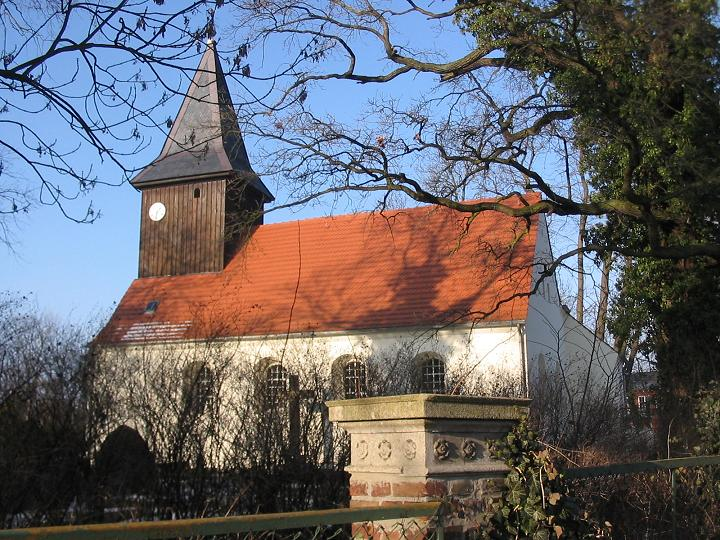
Vue de l'église de Genshagen (XIVe siècle)

Genshagen est une ancienne commune dépendant depuis le 31 décembre 1997 de la ville de Ludwigsfelde dans le Brandebourg. Son château de Genshagen est  le siège de la fondation du même nom liée à la coopération franco-allemande.

## Géographie
Genshagen se trouve à neuf kilomètres au sud de la limite administrative de Berlin et à dix-sept kilomètres à l'est de Potsdam.

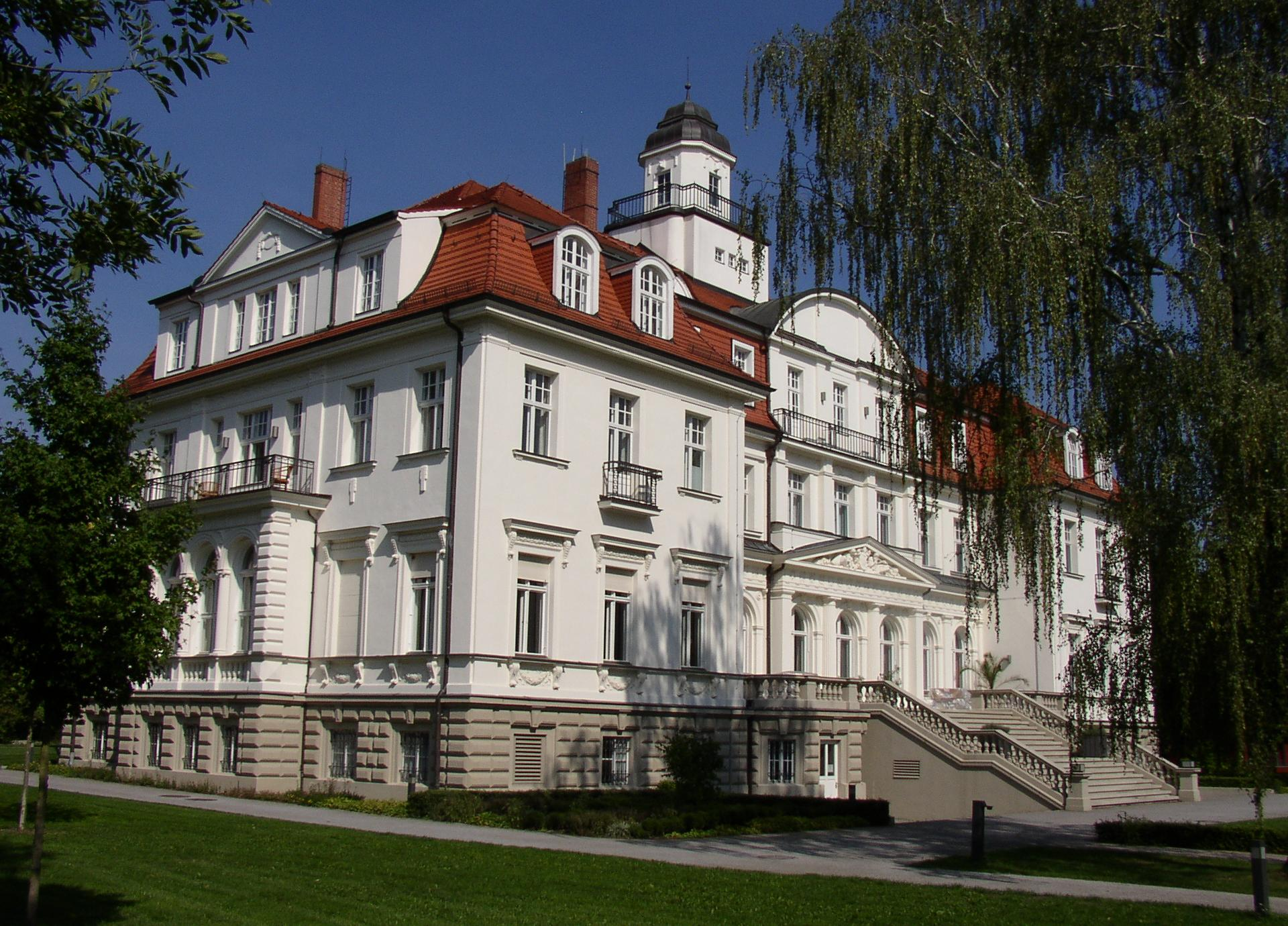
Château de Genshagen

## Histoire
Le village a été mentionné pour la première fois en 1289.